# Синагога ремісників (Хмельницький)
Синаго́га ремісникі́в — юдейська релігійна споруда в місті Хмельницький, Україна. Побудована в 1890 році, реконструйована в 2009 році. Розташована за адресою Пекарський провулок, 2.
До Другої світової війни перебувала в центрі єврейського кварталу Проскурова. Була закрита за часів Радянського Союзу, в будівлі розміщувалася дитяча-юнацька спортивна школа гімнастики. Повернута громаді після здобуття Україною незалежності. У будівлі синагоги діє невеликий музей-виставка, присвячений єврейській історії міста.